# Osse (Łapy)
Osse (dawn. Gąsówka Nowa, Kolonia Kolejowa Osse)  – część miasta Łapy w powiecie białostockim w województwie podlaskim. Stanowi najdalej na zachód położony obszar miasta.
Na terenie Ossego znajduje się stacja kolejowa Łapy Osse.
Do końca 1924 roku była to samodzielna wieś w gminie Poświętne w powiecie wysokomazowieckim, od 1919 w województwie białostockim. 1 kwietnia 1931 włączono ją do miasta Łapy.